# Флаг Азавада
Государственный флаг Азавада — его официальный государственный символ (наряду с эмблемой и гимном). Представляет собой триколор зелёного, красного и чёрного цветов с жёлтым треугольником у древка. Такой же флаг используется и НДОА.
Триколор взят с так называемого афроамериканского флага, принятого 13 августа 1920 года 39 статьёй Декларации прав чернокожего населения мира. Поэтому наряду с зелёно-жёлто-красным флагом, красно-чёрно-зелёный является панафриканским. Жёлтый треугольник — это символ пустыни, кочевников и богатств страны.
Исламисты из связанной с «Аль-Каидой» группировки «Ансар ад-Дин» и «Движения за единство и джихад в Западной Африке» (ДЕДЗА) ещё с апреля 2012 года использовали другой флаг для Азавада (т. н. Исламского Государства Азавад, о создании которого 26 мая сообщил ряд источников). В частности, сообщалось, что 2 апреля отряды «Ансар ад-Дин» вытеснили формирования НДОА из Томбукту, захватив город, первым делом исламисты сожгли флаг НДОА и водрузили над городом чёрный джихадистский стяг. А 5 апреля контролирующие Гао боевики ДЕДЗА захватили алжирское консульство в городе и, сбросив алжирский флаг со здания, водрузили над ним чёрный флаг джихада.
К 15 июля исламисты захватили всю территорию самопровозглашённого Независимого Государства Азавад. В тот же день представители Национального движения за освобождение Азавада сообщили, что они отказались от идеи создания Независимого Государства Азавад, предпочтя получение культурной, экономической и политической независимости отделению от Мали. Формальным поводом к изменению своей позиции был объявлен тот факт, что мировое сообщество не признавало независимость Азавада, рассматривая его как неотъемлемую часть государства Мали.

## История
- Первый проект флага
- Второй проект флага
- Флаг НДОА и Независимого Государства Азавад
- Флаг исламистской группировки «Ансар ад-Дин», фактически контролирующей Азавад до января-марта 2013 года (т. н. Исламское Государство Азавад)